# Nationale Frauen-Fußball-Meisterschaft 2016
Die Nationale Frauen-Fußball-Meisterschaft 2016 war die 13. Austragung des Fußball-Pokalwettbewerbs für südkoreanische Vereinsmannschaften der Frauen.
Das Pokalturnier fand zwischen dem 8. August und dem 17. August 2016 statt. Die Spiele wurden in Munsu, im Munsu-Ersatzstadion ausgetragen.

## Teilnehmende Mannschaften
Am Pokalturnier nahmen die WK-League-Mannschaften teil. Außerdem dürften auch Mannschaften, die sich angemeldet haben, mit am Pokalturnier teilnehmen.
| WK-League die 7 Vereine der WK-League 2016                                                                                                  | angemeldete Mannschaften             |
| - Boeun Sangmu WFC - Gumi Sportstoto - Hwacheon KSPO WFC - Icheon Daekyo WFC - Incheon Hyundai Steel Red Angels - Seoul WFC - Suwon FMC WFC | - Chungcheongnam-do WFC - Sejong WFC |

## Gruppenphase

### Gruppe A
| Pl. | Verein        | Sp. | S | U | N | Tore    | Diff. | Punkte |
| --- | ------------- | --- | - | - | - | ------- | ----- | ------ |
| 1.  | Suwon FMC WFC | 2   | 2 | 0 | 0 | 007:200 | +5    | 06     |
| 2.  | Seoul WFC     | 2   | 1 | 0 | 1 | 006:300 | +3    | 03     |
| 3.  | Sejong WFC    | 2   | 0 | 0 | 2 | 000:800 | −8    | 0      |

| 8. August 2016  |     |               |
| Suwon FMC WFC   | 3:2 | Seoul WFC     |
| 10. August 2016 |     |               |
| Seoul WFC       | 4:0 | Sejong WFC    |
| 11. August 2016 |     |               |
| Sejong WFC      | 0:4 | Suwon FMC WFC |

### Gruppe B
| Pl. | Verein                           | Sp. | S | U | N | Tore    | Diff. | Punkte |
| --- | -------------------------------- | --- | - | - | - | ------- | ----- | ------ |
| 1.  | Hwacheon KSPO WFC                | 2   | 2 | 0 | 0 | 005:000 | +5    | 06     |
| 2.  | Incheon Hyundai Steel Red Angels | 2   | 1 | 0 | 1 | 008:100 | +7    | 03     |
| 3.  | Chungcheongnam-do WFC            | 2   | 0 | 0 | 2 | 000:120 | −12   | 0      |

| 8. August 2016                   |     |                                  |
| Hwacheon KSPO WFC                | 1:0 | Incheon Hyundai Steel Red Angels |
| 10. August 2016                  |     |                                  |
| Incheon Hyundai Steel Red Angels | 8:0 | Chungcheongnam-do WFC            |
| 11. August 2016                  |     |                                  |
| Chungcheongnam-do WFC            | 0:4 | Hwacheon KSPO WFC                |

### Gruppe C
| Pl. | Verein            | Sp. | S | U | N | Tore    | Diff. | Punkte |
| --- | ----------------- | --- | - | - | - | ------- | ----- | ------ |
| 1.  | Icheon Daekyo WFC | 2   | 2 | 0 | 0 | 008:200 | +6    | 06     |
| 2.  | Gumi Sportstoto   | 2   | 1 | 0 | 1 | 004:400 | ±0    | 03     |
| 3.  | Boeun Sangmu WFC  | 2   | 0 | 0 | 2 | 001:700 | −6    | 0      |

| 8. August 2016    |     |                   |
| Icheon Daekyo WFC | 5:0 | Boeun Sangmu WFC  |
| 10. August 2016   |     |                   |
| Boeun Sangmu WFC  | 1:2 | Gumi Sportstoto   |
| 11. August 2016   |     |                   |
| Gumi Sportstoto   | 2:3 | Icheon Daekyo WFC |

## K.O.-Runde

### Viertelfinale
Das Viertelfinale fand am 13. August 2016 im Munsu-Ersatzstadion statt.
|                                  | Ergebnis        |                 |
| -------------------------------- | --------------- | --------------- |
| Incheon Hyundai Steel Red Angels | 2:2 (5:4 i. E.) | Gumi Sportstoto |
| Suwon FMC WFC                    | 0:0 (6:5 i. E.) | Seoul WFC       |

### Halbfinale
Das Halbfinale fand am 15. August 2016 im Munsu-Ersatzstadion statt.
|                   | Ergebnis        |                                  |
| ----------------- | --------------- | -------------------------------- |
| Icheon Daekyo WFC | 0:0 (1:4 i. E.) | Incheon Hyundai Steel Red Angels |
| Hwacheon KSPO WFC | 3:3 (4:2 i. E.) | Suwon FMC WFC                    |

### Finale
Das Finale fand am 17. August 2016 im Munsu-Ersatzstadion statt.
|                                  | Ergebnis        |                   |
| -------------------------------- | --------------- | ----------------- |
| Incheon Hyundai Steel Red Angels | 0:0 (7:6 i. E.) | Hwacheon KSPO WFC |